# Fourmagnac
Fourmagnac is een gemeente in het Franse departement Lot (regio Occitanie) en telt 106 inwoners (1999). De plaats maakt deel uit van het arrondissement Figeac.

## Geografie
De oppervlakte van Fourmagnac bedraagt 3,8 km², de bevolkingsdichtheid is 27,9 inwoners per km².
De onderstaande kaart toont de ligging van Fourmagnac met de belangrijkste infrastructuur en aangrenzende gemeenten.

## Demografie
Onderstaande figuur toont het verloop van het inwonertal (bron: INSEE-tellingen).